# 567 Eleutheria
567 Eleutheria este un asteroid din centura principală, descoperit pe 28 mai 1905, de Paul Götz.